# Шёвольд, Фредрик
Фре́дрик Шёвольд (норв. Fredrik Sjøvold; род. 17 августа 2003, Тронхейм) — норвежский футболист, полузащитник клуба «Будё-Глимт».

## Карьера
Шёвольд — воспитанник клуба «Трюгг/Ладе». В 2018 году перешёл в академию «Русенборга», где провел полтора года играя за команду до 16 лет. В 2020 году перешел в команду третьего дивизиона Норвегии «Тиллер». В 2021 году дебютировал за основную команду в матче Кубка Норвегии против «Тюнсет».
В январе 2022 года подписал контракт с «Будё-Глимт» до 2025 года. 23 июля 2022 года дебютировал в Элитсерии против команды «Йерв». Свой первый гол в карьере на профессиональном уровне забил в 4-м раунде Кубка Норвегии против «Ранхейм».

## Международная карьера
Шёвольд имеет опыт выступления за сборную Норвегии до 20 лет. 7 сентября 2023 года дебютировал за сборную Норвегии до 21 года в товарищеском матче против сверстников из Сан-Марино.

## Статистика
| Выступление      | Выступление      | Выступление      | Лига | Лига | Кубок | Кубок | Еврокубки | Еврокубки | Итого | Итого |
| Клуб             | Лига             | Сезон            | Игры | Голы | Игры  | Голы  | Игры      | Голы      | Игры  | Голы  |
| ---------------- | ---------------- | ---------------- | ---- | ---- | ----- | ----- | --------- | --------- | ----- | ----- |
| Тиллер           | Третий дивизион  | 2021             | 12   | 0    | 2     | 0     | —         | —         | 14    | 0     |
| Тиллер           | Итого            | Итого            | 12   | 0    | 2     | 0     | —         | —         | 14    | 0     |
| Будё-Глимт       | Элитсерия        | 2022             | 4    | 0    | 1     | 1     | —         | —         | 5     | 1     |
| Будё-Глимт       | Элитсерия        | 2023             | 20   | 0    | 4     | 0     | 11        | 0         | 35    | 0     |
| Будё-Глимт       | Итого            | Итого            | 24   | 0    | 5     | 1     | 11        | 0         | 40    | 1     |
| Всего за карьеру | Всего за карьеру | Всего за карьеру | 36   | 0    | 7     | 1     | 11        | 0         | 54    | 1     |

## Достижения
«Будё-Глимт»
- Чемпион Норвегии: 2023
- Финалист Кубка Норвегии: 2021/22